# Parthenopoidea
Parthenopoidea is een superfamilie van krabben, en omvat de volgende familie:
- Parthenopidae (MacLeay, 1838)